# フォーセイクン
フォーセイクン（The Forsaken）は、スウェーデンのデスラッシュバンドである。

## 略歴
1997年に、スウェーデンスコーネ県ランズクルーナで結成。結成時のバンド名は、セプティック・ブリード (Septic Breed)であった。1998年にリリースしたデモ『Patterns of Delusive Design』で好評を得たことで、バンド活動を本格化する。これに伴い、初期メンバーであった、パスカル・ポールセン (Vo)と、ロイネ・ストランドベリ (B)が相次いで脱退し、アンデシュ・ショーホルム (Vo)と、当時エヴァグレイやエンブレイスドで活動していたミカエル・ホーカンソン (B)が加入する。このメンバーチェンジを機にバンド名を、フォーセイクン (The Forsaken)とする。
1999年に、デモ『Reaper-99』をリリース。このデモがきっかけとなり、センチュリー・メディア・レコードと契約する。2001年に、1stアルバム『Manifest of Hate』をリリースしデビューする。同アルバムは、日本でもキングレコードからのリリースされた。1stアルバムリリース後、ミカエル・ホーカンソンが脱退した。ベーシストは補充されず、パトリック・ペーション (G)が、ベースを兼任することとなった。この布陣のまま2002年に2ndアルバム『Arts of Desolation』をリリース。リリース後、不在だったベーシストとして、ステファン・ベリ (B)が加入。2003年に3rdアルバム『Traces of The Past』をリリース。
順調に活動しているかに見えたが、この後、バンドの活動はスローダウンする。2006年にデモをリリース。2009年にはセンチュリー・メディア・レコードと契約解除している。2011年11月に、ステファン・ホルムの脱退とカレ・フェルト (G)の加入、および、マサカー・レコードと契約を結んだことが発表された。2012年6月末、実に9年ぶりに、4thアルバム『Beyond Redemption』をリリースした。

## メンバー

### 現メンバー
- アンデシュ・ショーホルム (Anders Sjöholm) - ボーカル（1998年 - ）

Ominousでも活動していた。
- パトリック・ペーション (Patrik Persson) - ギター（1997年 - ）

2ndアルバム『Arts of Desolation』では、ベースを兼任した。
- カレ・フェルト (Calle Fäldt) - ギター (2011年 - )

ディランジッドでも活動。
- ステファン・ベリ (Stefan Berg) - ベース（2003年 - ）
- ニッケ・グラボウスキー (Nicke Grabowski) - ドラム（1997年 - ）

### 元メンバー
- パスカル・ポールセン (Pascul Poulsen) - ボーカル（1997年 - 1998年）

Septic Breed時代のみの在籍。
- ステファン・ホルム (Stefan Holm) - ギター（1997年 - 2011年）
- ロイネ・ストランドベリ (Roine Strandberg) - ベース（1997年 - 1999年）

Septic Breed時代のみの在籍。
- ミカエル・ホーカンソン (Michael Håkansson) - ベース（1999年 - 2001年）

エヴァグレイ、エンブレイスド、モルトゥム、The Project Hate MCMXCIX、エンゲルでも活動していた。現在は、インキャパシティで活動中。

## ディスコグラフィ
- 1998年 Patterns of Delusive Design (Demo、Septic Breed名義)
- 1999年 Reaper-99 (Demo)
- 2001年 マニフェスト・オブ・ヘイト Manifest of Hate
- 2002年 アーツ・オブ・デソレーション Arts of Desolation
- 2003年 トレイセズ・オブ・ザ・パスト Traces of The Past
- 2006年 Demo (Demo)
- 2012年 Beyond Redemption